# F album
F Album是日本二人組合近畿小子的第6張專輯。於2002年12月16日由傑尼斯娛樂唱片公司發行。

## 解說
本專輯是與上張專輯相隔1年5個月的第6張原創專輯。但可惜的是，本專輯把自出道起所有專輯在Oricon銷量榜上新上榜即奪第一位的紀錄中斷。雖然在專輯發行的同一星期並沒有任何高銷量的作品同時發行，但前一星期以101萬張的首批銷量而佔據第一位的濱崎步新專輯『RAINBOW』，在第二星期（即本專輯發行的同一星期）仍有57萬張的銷量，以比本專輯多出近20萬張銷量力壓之下，繼續穩佔第一位。而且在本專輯的發行週，碰巧遇上了Oricon統計上的「年末年始雙週合計週」，所以就是說，濱崎步新專輯的銷量連合計週在內連續三星期都取得第一位。雖然本專輯首批銷量有36萬張，累積銷量也只多賣了4萬張到達40萬張的銷量，但因為首批銷量其實是雙週合計出來的數字，所以不能說只有第一週的銷量好一點。不過，因為濱崎步的『RAINBOW』即使把發行週的銷量除外仍然有80萬張以上的銷量，所以就算沒有了合計週出現，本專輯同樣敵不過濱崎步新專輯，一樣取不到第一位。
雖然當時沒有特意地避開濱崎步新專輯的第二週，而且當初也沒有要特意把紀錄延續的用意，不過作為到現時為止在KinKi Kids的作品之中唯一一張沒取得Oricon銷量榜第一位的作品來說，中斷了紀錄實在可惜。而且，單以在2002年的最後一週發行這一點來看，亦有可能是為了一定要在一年之內推出原創專輯，而被迫硬著頭皮碰上在這一週發行。
而在銷量方面，相比上張專輯『E album』比『D album』多出2萬張銷量之下，本專輯卻比上張專輯回落了10萬張。再加上沒有取得Oricon銷量榜的第一位，從商業角度來說是一張低迷的專輯。
不過以作品來說，這張專輯以抒情曲風為主，以及走有意擺脫偶像路線的概念，而且兩人的唱功也實在地進步了不少。特別是剛方面，概據樂曲的不同風格而改變演繹方法，可說是不斷地在錯誤中成長，尋找適合自己的演繹方法。另外，在本專輯收錄的12首歌曲之中，自作曲共有5首之多。對於積極親自監製的兩人來說，是他們對音樂最積極的專輯，可說是他們兩人在音樂事業上的轉捩點。
至於曲風方面，整體上是飄溢著由「急速」及「懷念」的風格到其後的「哀愁感」，把整張專輯的感覺統一起來。可見這是因為受到了在單曲曲風上漸漸改變路線，因此專輯也自自然然地開始產生變化。
另外，在本專輯推出後舉行的年末循例的倒數演唱會中，雖然儘管在大阪及東京的演出內容上沒有新加原素，但卻出奇地獲得了好評，歌迷們「很想他們把這個演唱會推出DVD」的呼聲都比較高。後來再加上兩人在來年初夏的時期說過「很想到現在為止沒開過演唱會的地方去開」，結果來年就加開了札幌、名古屋和福岡的演唱會場次，並且拍攝了方便日後推出DVD用的片段。
過往皆會收錄一首兩人的各自獨唱歌，但這次卻收錄了二人合唱的各自創作歌曲，這是初試啼聲之作。先有光一自作曲的獨唱（「月夜的故事」）及剛自作曲的獨唱（「Winter Kill」），然後是二人合唱的各自自作曲（「solitude～真實的告別～」及「飄飄然」），最後就是二人合作作曲、作詞的「愛的聚合物」。「愛的聚合物」本來源自單曲「Hey！大家好嗎？」的B面曲，雖然專輯收錄的是重新混音及錄音版本，不過歌曲本身並非新曲。
在本專輯當中光一以K.Dino的名義創作的「solitude～真實的告別～」，其實是曾以第15張單曲的方式推出過。在本專輯收錄的版本是專輯混音版本。對於在本專輯中收錄了那麼多想不到會是由這個偶像寫的歌曲，可以看得出這是打算要轉換到大人風格路線的舉動來。因為之前雖然已開始減少了偶像路線的流行音樂，但仍會至少收錄一、兩首歌曲。不過本專輯卻沒有再收錄這樣開揚曲風的歌曲。至於筆名"K.Dino"的由來，請參閱「solitude～真實的告別～」條目。

## 收錄歌曲
1. 輪盤鎮的夏天（ルーレットタウンの夏）
  - 作曲：清水昭男
  - 作詞：谷中　敦
  - 編曲：清水昭男
2. solitude～真實的告別～（New Edit）（solitude (New Edit)）
  - ※堂本光一參與演出的日本電視台連續劇『Remote』（台譯：遙控刑警）主題曲。第15張單曲。
  - 作曲：K.Dino
  - 作詞：K.Dino
  - 編曲：ha-j
3. Rival（ライバル）
  - 作曲：Ooyagi Hiroo
  - 作詞：Ooyagi Hiroo
  - 編曲：Ooyagi Hiroo
4. 冬天的企鵝（冬のペンギン）
  - 作曲：樋口了一
  - 作詞：樋口了一
  - 編曲：林部直樹
5. WINTER KILL
  - ※堂本剛自己作曲作詞的獨唱作品。
  - 作曲：堂本　剛
  - 作詞：堂本　剛
  - 編曲：林部直樹、石塚知生
  - 和音編排：松下　誠
6. 遙遠的歌（ハルカナウタ）
  - 作曲：谷中隆史
  - 作詞：伊勢華子
  - 編曲：吉岡　拓
7. 飄飄然（ひらひら）
  - ※堂本剛自己作曲詞的二人合唱作品。
  - 作曲：堂本　剛
  - 作詞：堂本　剛
  - 編曲：ha-j、吉岡　拓
8. 月夜的故事（月夜ノ物語）
  - ※堂本光一自己作曲詞的獨唱作品。
  - 作曲：堂本光一
  - 作詞：堂本光一
  - 編曲：ha-j、吉岡　拓
9. 愛的聚合物（Acoustic Version）（ (Acoustic Version)）
  - ※KinKi Kids參與演出的森永製果廣告『Dars』主題曲。第13張單曲。
  - 作曲：堂本光一
  - 作詞：堂本　剛
  - 編曲：白井良明
10. Hey！大家好嗎？（Hey！みんな元気かい？）
  - ※堂本剛參與演出的東京放送連續劇『學校教師』主題曲。第13張單曲。
  - 作曲：YO-KING
  - 作詞：YO-KING
  - 編曲：F.L.P.
11. 手掌
  - 作曲：Ooyagi Hiroo
  - 作詞：淺田信一
  - 編曲：CHOKKAKU
12. 藍色憂傷（New Mix）（ (New Mix)）
  - ※KinKi Kids參與演出的UC信用卡廣告主題曲。第14張單曲
  - 作曲：堂島孝平
  - 作詞：堂島孝平
  - 編曲：CHOKKAKU